# Mużaków
Mużaków (niem. Bad Muskau; górnołuż. Mužakowⓘ lub Kupjel Mužakow) – miasto uzdrowiskowe w Niemczech, administracyjnie w kraju związkowym Saksonia nad Nysą Łużycką, w okręgu administracyjnym Drezno, w powiecie Görlitz, siedziba wspólnoty administracyjnej Mużaków. Do 1945 jedno miasto z Łęknicą położoną na prawym brzegu Nysy. Do 31 lipca 2008 miasto leżało na terenie nieistniejącego już powiatu Niederschlesischer Oberlausitzkreis.
Ludność miasta wynosi 3661 mieszkańców (2014). W Mużakowie znajdowało się drogowe przejście graniczne. Na terenie miasta znajduje się Park Mużakowski, wpisany na listę światowego dziedzictwa UNESCO.

## Historia
Wzmiankowany w 1249, Mużaków powstał w XIII wieku w miejscu dawnego grodu słowiańskiego. Wraz z ziemią zgorzelecką w 1319 znalazł się w granicach piastowskiego księstwa jaworskiego, jednego z polskich księstw dzielnicowych na Dolnym Śląsku, by jeszcze w XIV wieku przejść pod panowanie czeskie. W XIV wieku powstał tutaj zamek, wokół którego rozwinęła się osada, która w 1452 roku otrzymała prawa miejskie. Początkowo mieszkańcy zajmowali się obróbką drewna, lecz od XVII wieku przestawiono się na garncarstwo oraz handel.

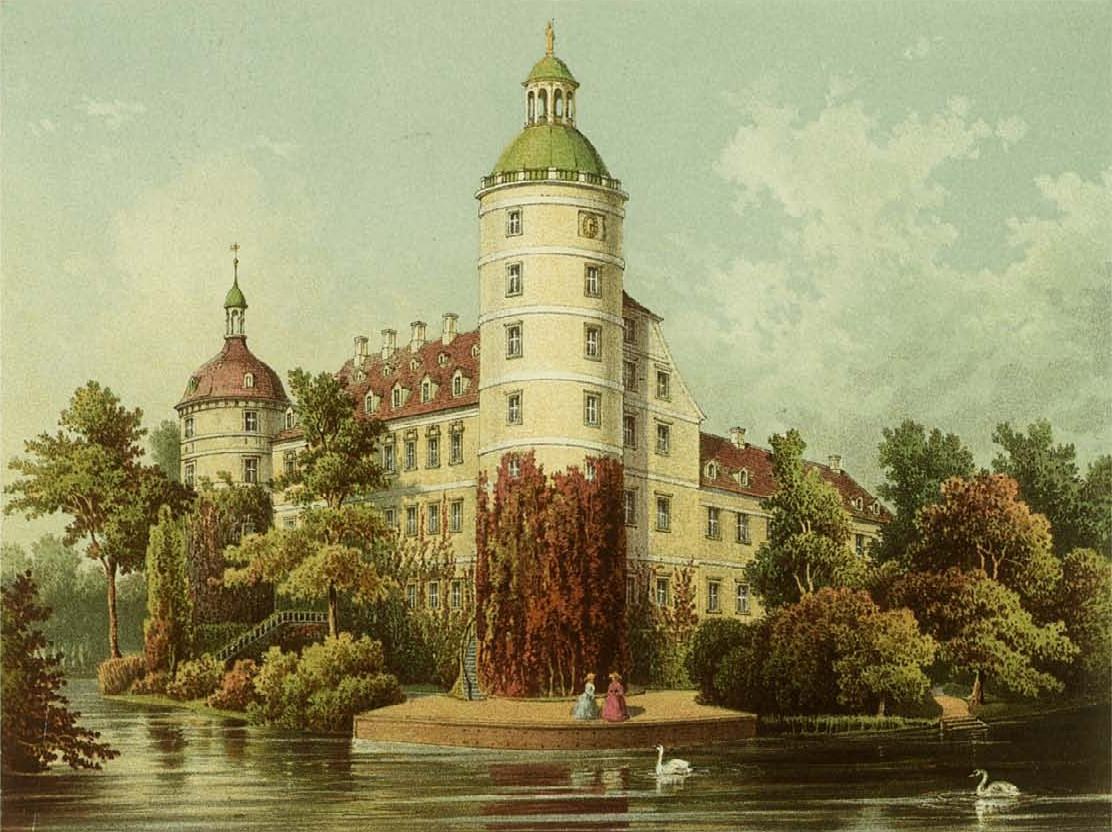
Nowy Zamek w XIX wieku

Miasto w 1635 roku zostało wraz z Górnymi Łużycami utracone przez Królestwo Czech na rzecz Elektoratu Saksonii. W latach 1697–1706 i 1709–1763 leżało w granicach unijnego państwa polsko-saskiego. Na początku III wojny północnej w 1700 zarządzeniem Augusta II w Mużakowie założono magazyn zbożowy na potrzeby armii saskiej. Miasto leżało na trasie podróży króla Polski Augusta III Sasa z Drezna do Wschowy i Warszawy. W 1806 zostało częścią Królestwa Saksonii, połączonego w latach 1807–1815 unią z Księstwem Warszawskim. W 1811 roku miasto stało się własnością ks. Hermanna von Pücklera, który był założycielem parku liczącego ponad 1200 ha. Od tych czasów datuje się również zainteresowanie leczniczymi właściwościami miejscowych źródeł. Na mocy postanowień kongresu wiedeńskiego w 1815 miasto przypadło Królestwu Prus. Administracyjnie należało do prowincji Śląsk (1815–1919 i 1938–1941) i Dolny Śląsk (1919-1938 i 1941–1945). Od 1823 roku zaczęły powstawać w Mużakowie pierwsze zakłady balneologiczne i sanatoria. Następny właściciel Mużakowa, hr. Arnim, dokonał znacznej rozbudowy uzdrowiska po 1883 roku, na co niewątpliwie wpłynęło wcześniejsze wybudowanie kolei łączącej miasto z Berlinem i Görlitz (1867 rok). W kwietniu 1945 roku, w wyniku zaciekłych walk 2 Armii Wojska Polskiego z Niemcami, miasto zostało w poważnym stopniu zniszczone (ok. 70%). W tym samym roku decyzją Radzieckiej Administracji Wojskowej w Niemczech miasto wraz z leżącą na zachód od Nysy Łużyckiej częścią Prowincji Dolny Śląsk zostało włączone do Saksonii, której część stanowiło do jej likwidacji w 1952 roku. W latach 1949–1990 część NRD. Od 1990 w granicach odtworzonego Wolnego Kraju Saksonia.

## Zabytki
- Nowy zamek (Neues Schloss) z lat 1520/30 wzniesiony przez budowniczych z Italii w stylu renesansowym. Pierwotnie zamek na wodzie przebudowany w latach 1863-1866; został uszkodzony podczas walk w 1945 r.
- Stary zamek (Altes Schloss) z XVI w. (odbudowany w latach 60. XX wieku) z palmiarnią i parkiem, w którym znajduje się grób Machbuby, egipskiej dziewczynki kupionej przez ks. von Pücklera na targu podczas podróży do Egiptu. Była ona ponoć córką księcia egipskiego. Zmarła po siedmiu latach pobytu w Mużakowie w 1840 r.
- kościół protestancki późnogotycki, przebudowany na przeł. XVI i XVII wieku. Obok pomnik nagrobny przedstawiciela łużyckiego Oświecenia Jana Jurija Vogla (1733-1826).
- wieża ciśnień
- kolej leśna w Bad Muskau

## Współpraca
Miejscowości partnerskie:
- Balve, Nadrenia Północna-Westfalia
- Bolków, Polska
- Łęknica, Polska

## Galeria

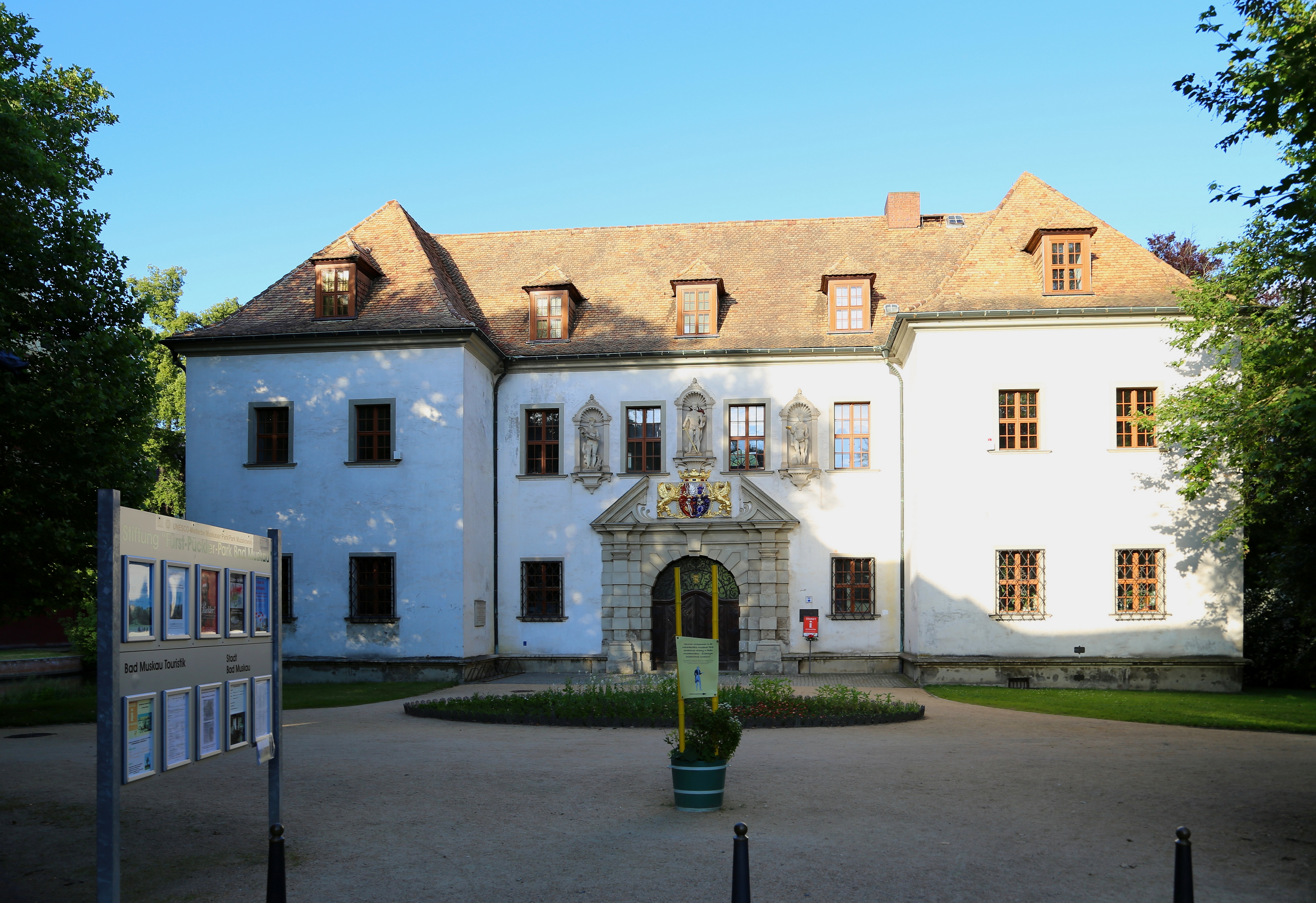
Stary Zamek
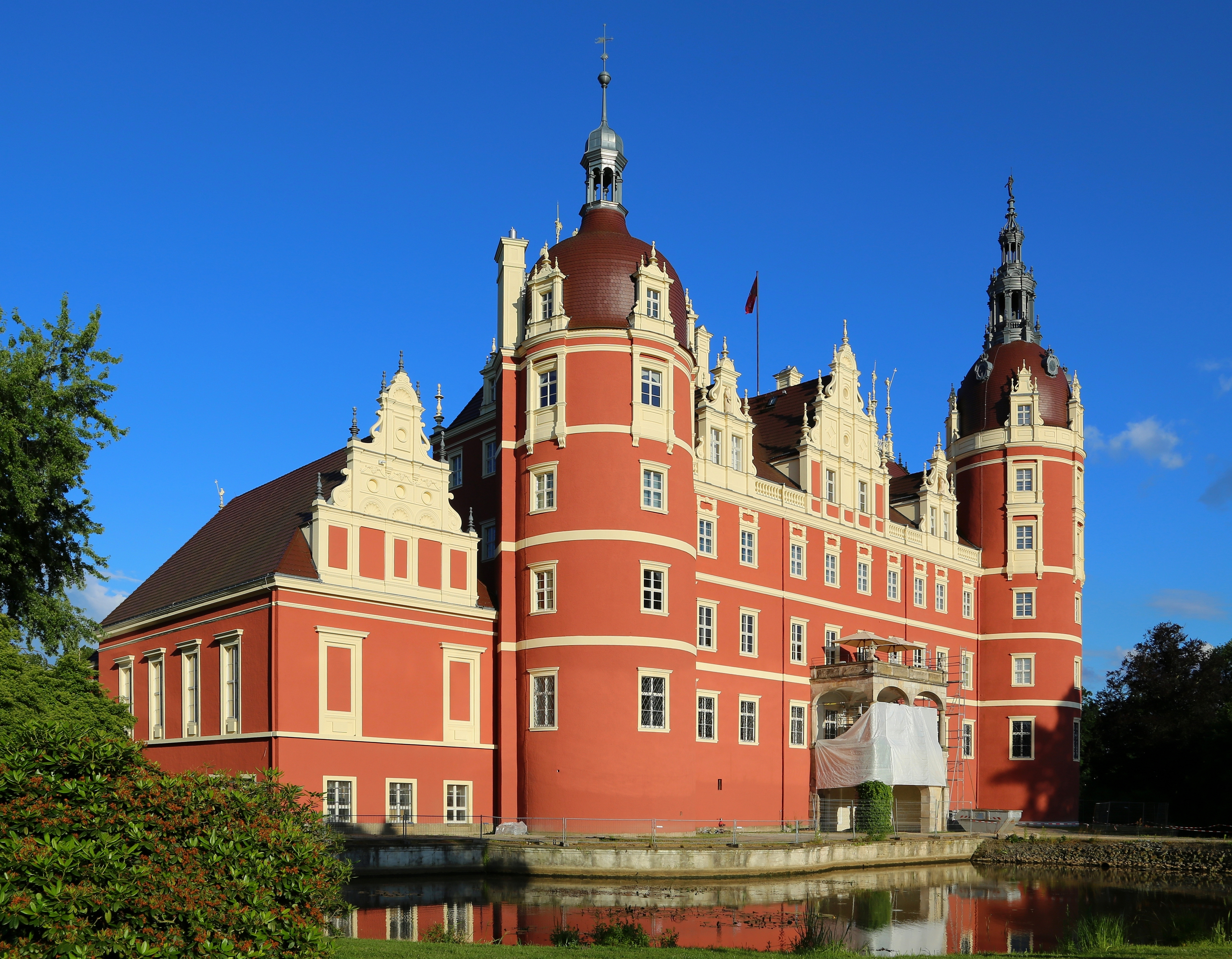
Nowy Zamek
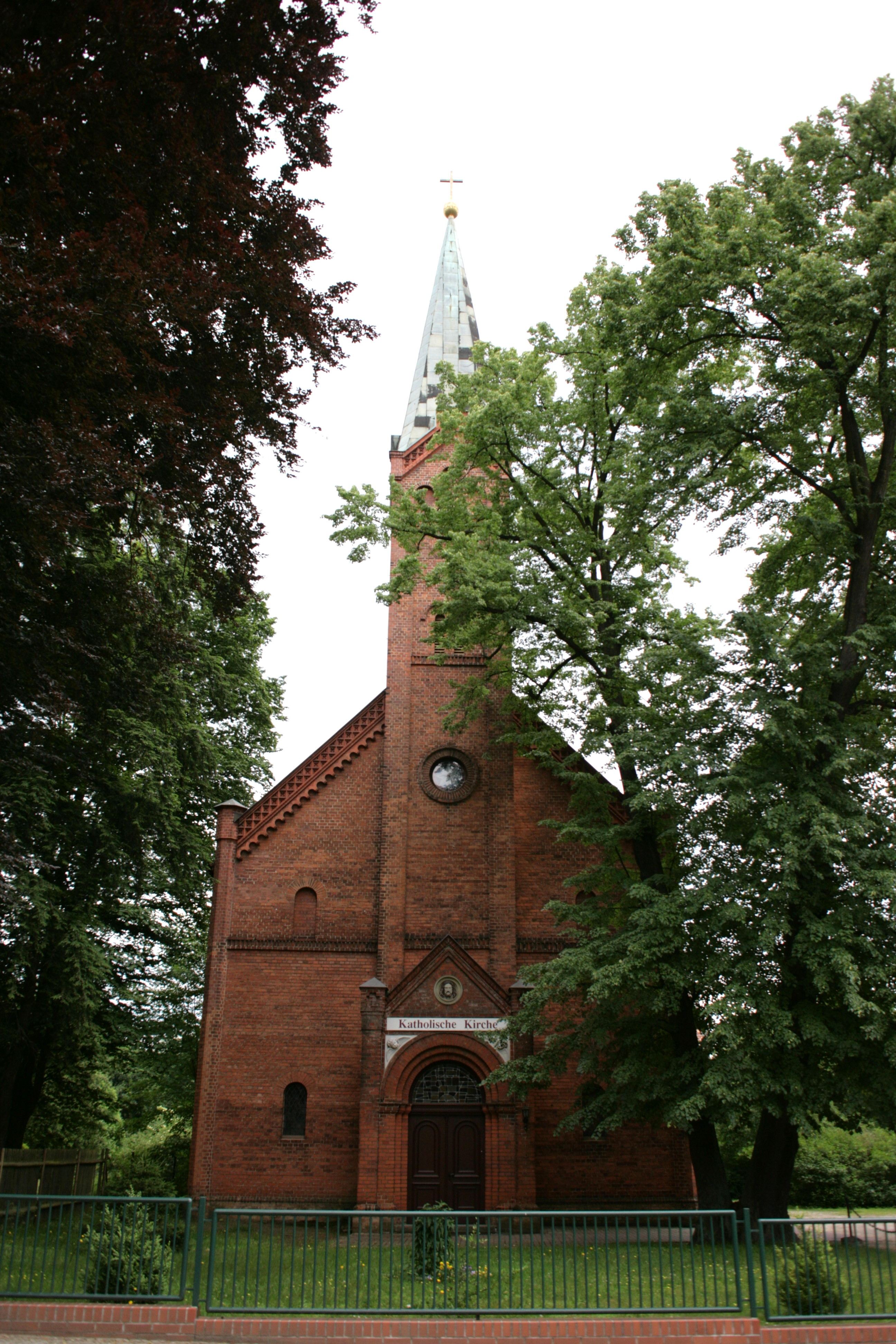
Kościół katolicki
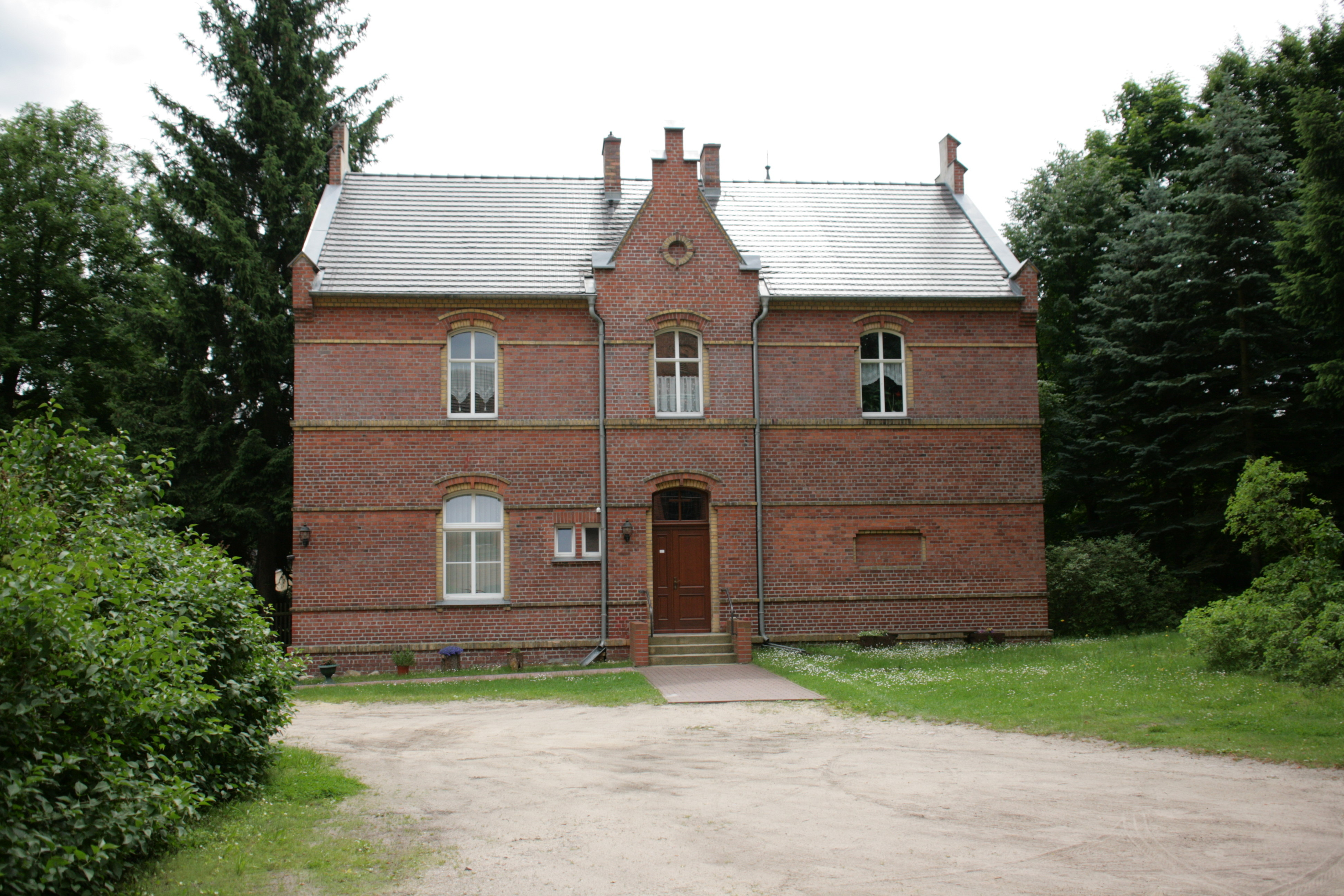
Plebania katolicka
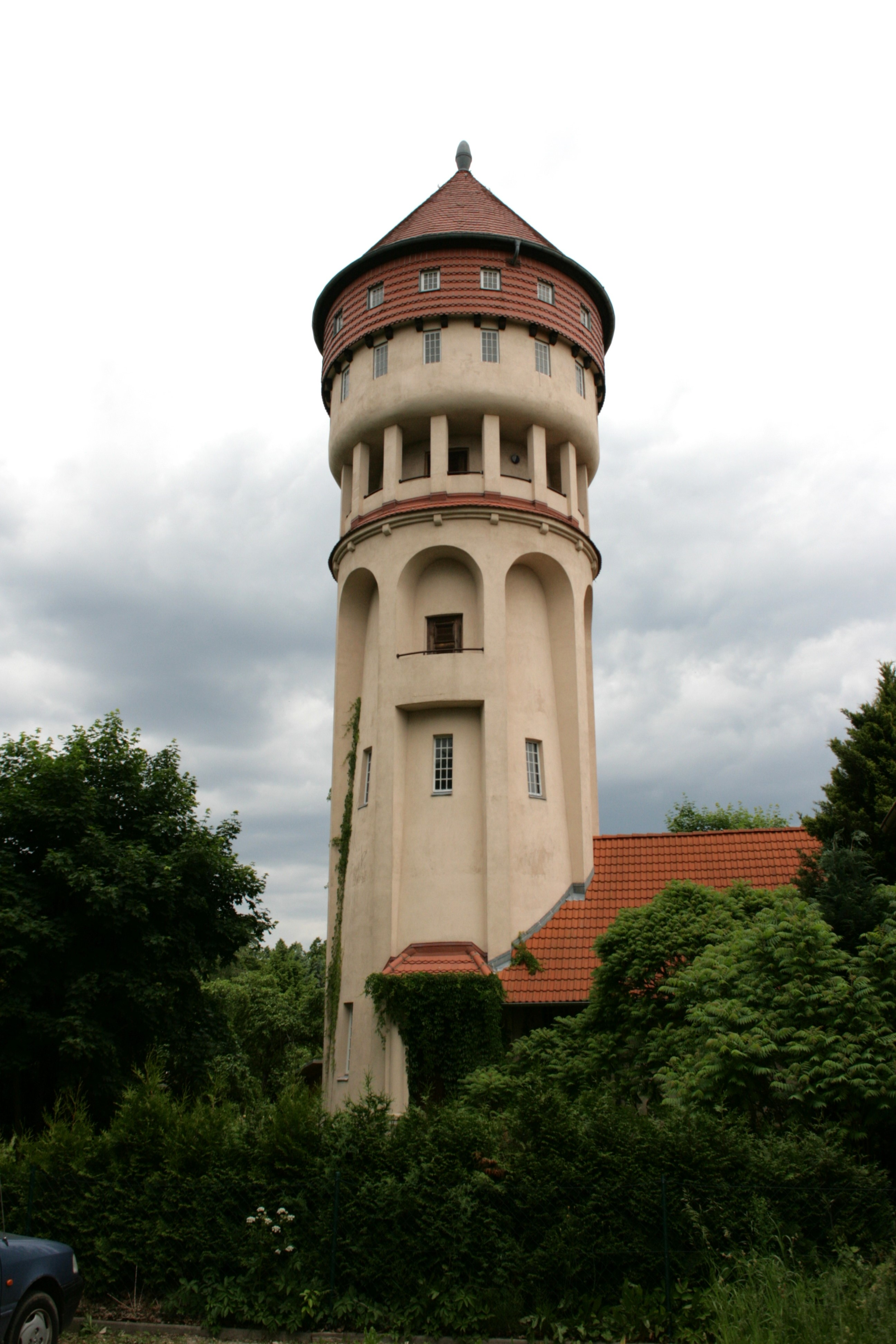
Wieża ciśnień
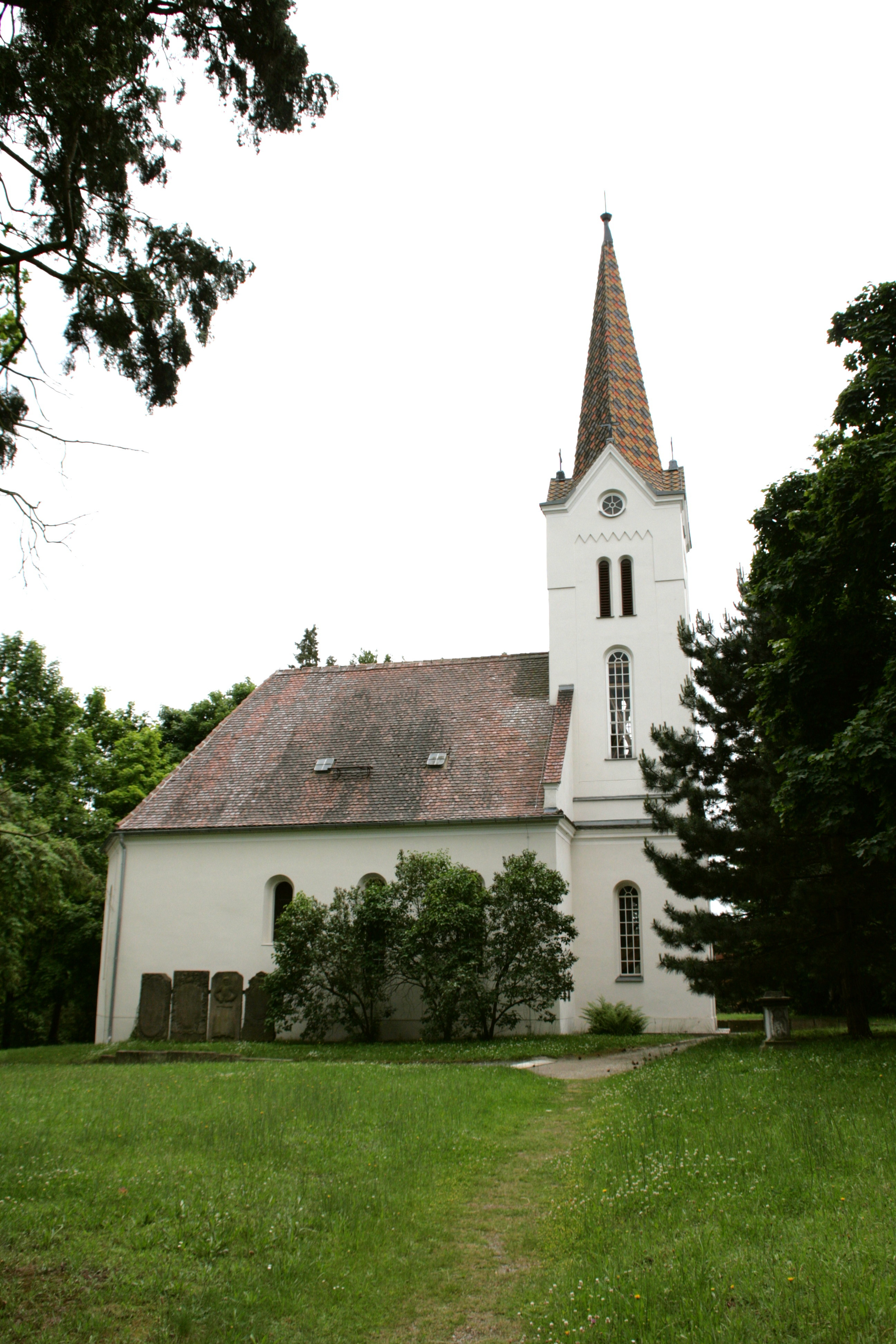
Kościół luterański
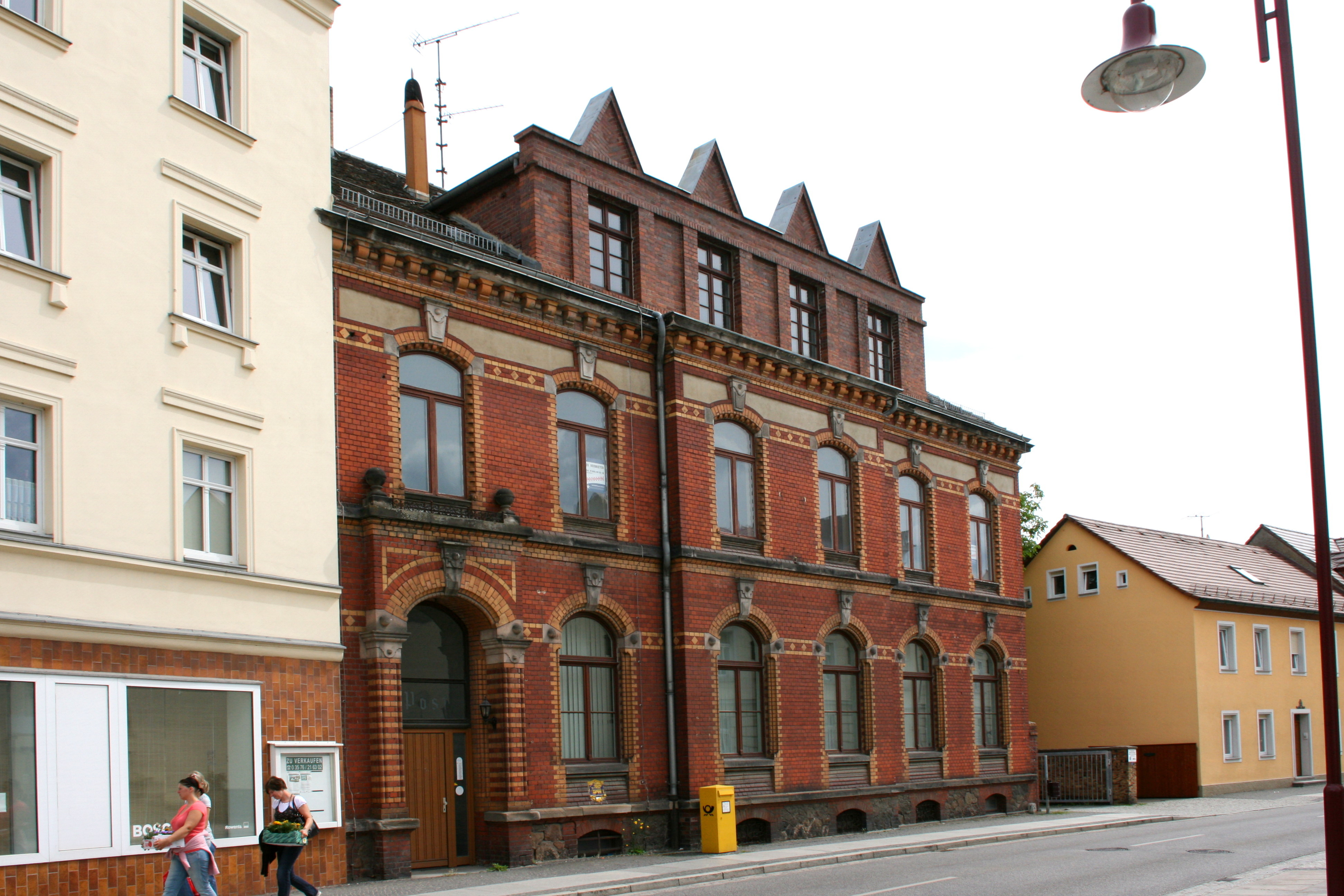
Gmach poczty
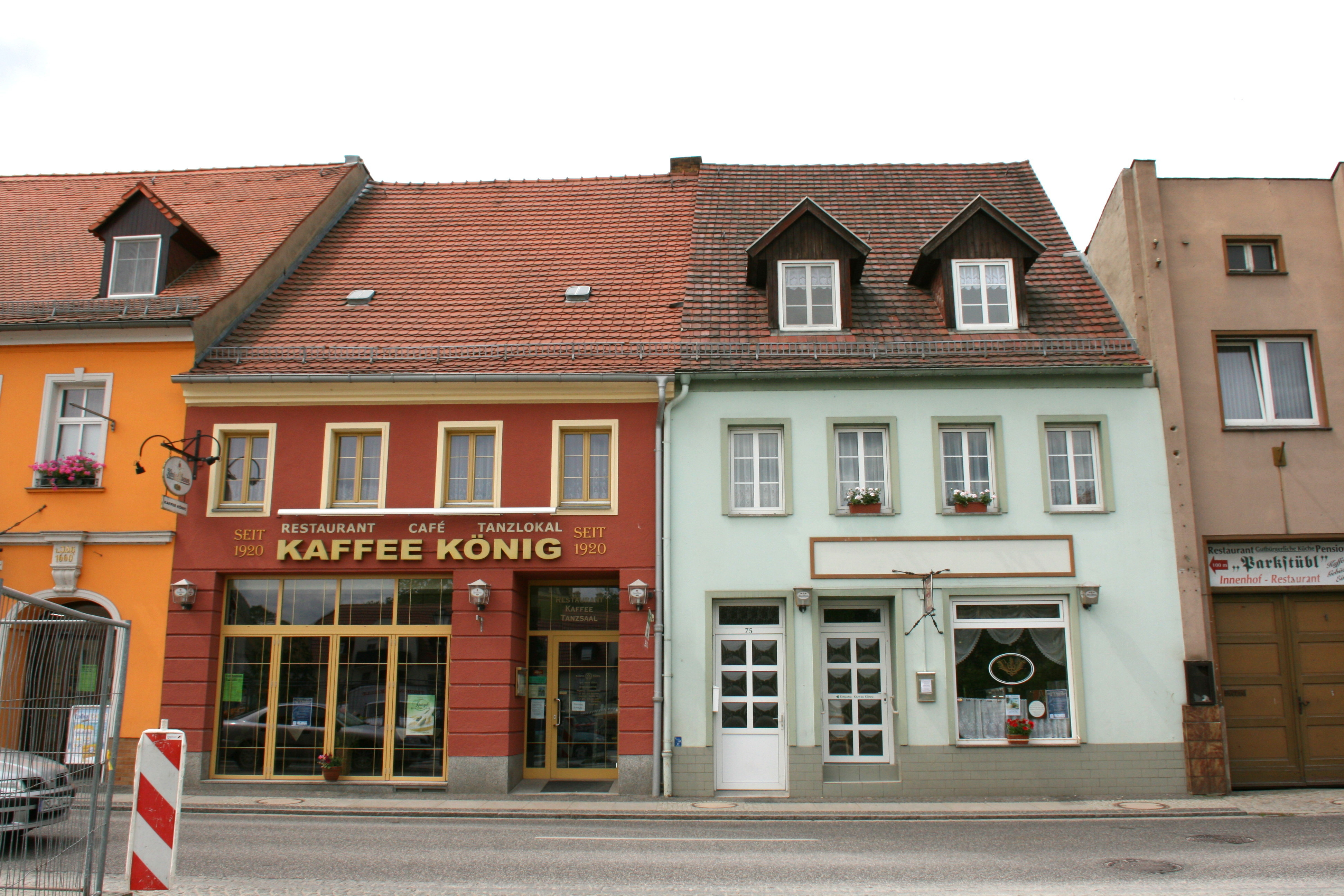
Zabudowa przy ul. Kościelnej (Kirchstraße)
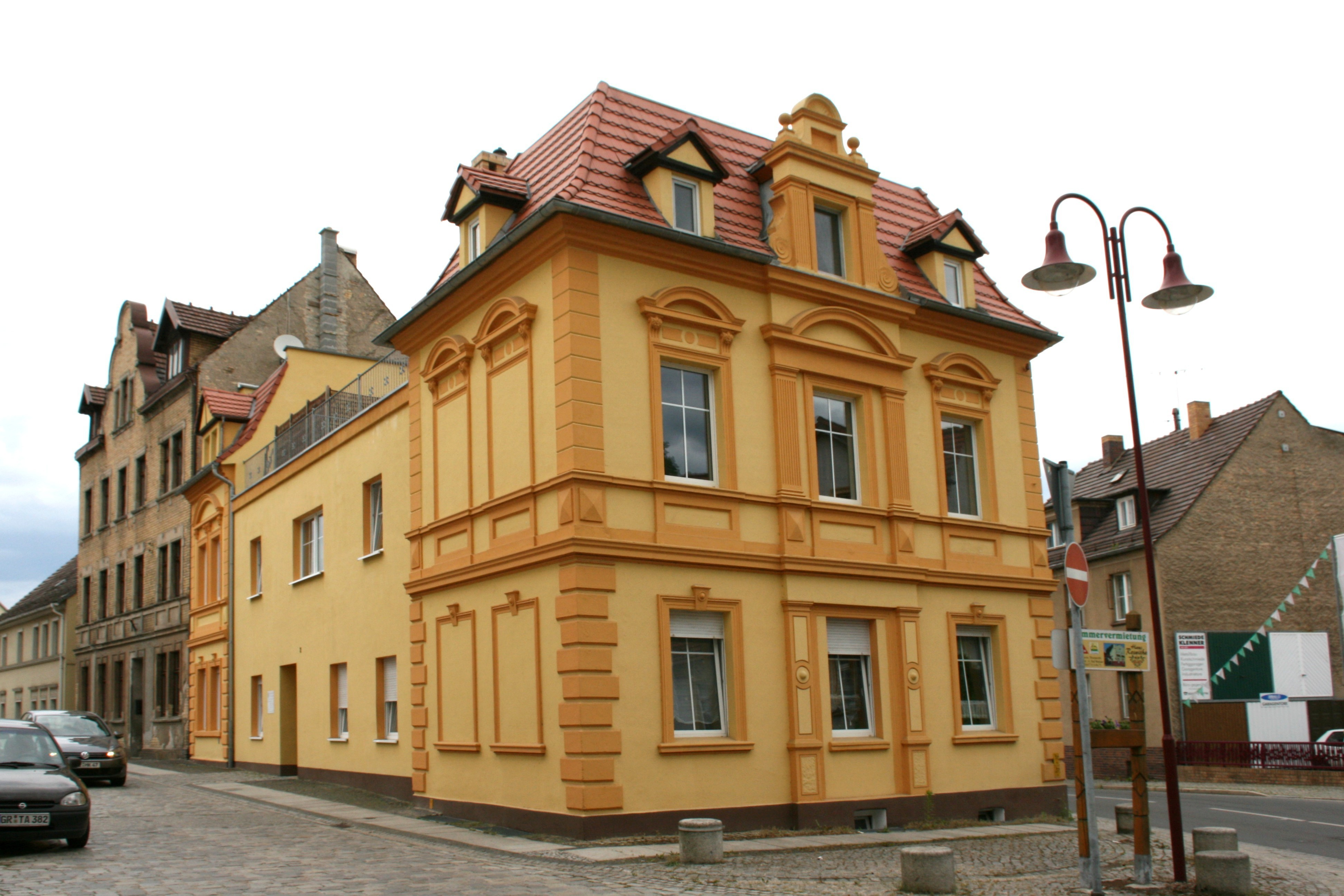
Zabudowa przy ul. Zgorzeleckiej (Görlitzer Straße)
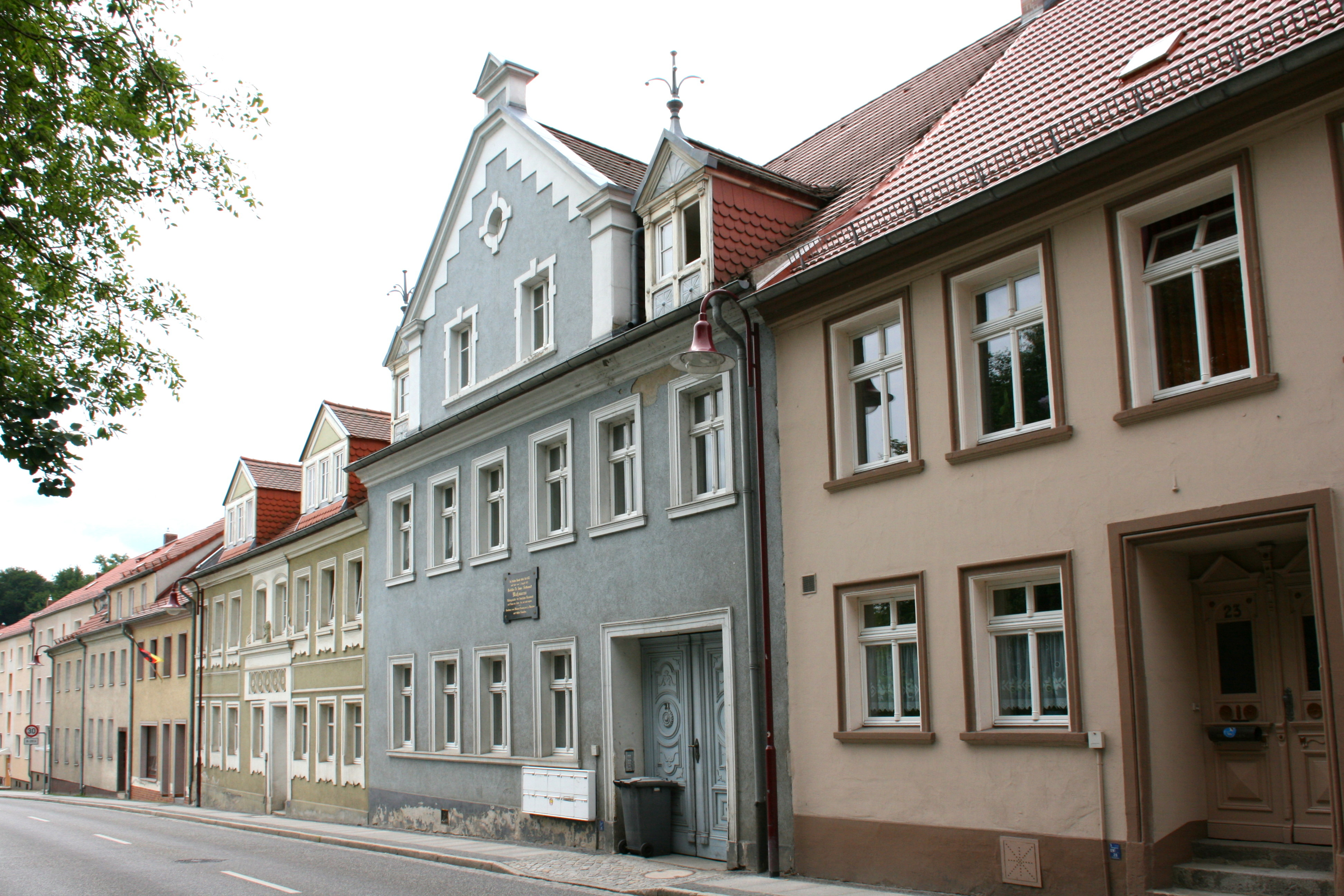
Zabudowa przy ul. Berlińskiej (Berliner Straße)